# Meromyzobia bifasciata
Meromyzobia bifasciata är en stekelart som först beskrevs av William Harris Ashmead 1890.  Meromyzobia bifasciata ingår i släktet Meromyzobia och familjen sköldlussteklar. Inga underarter finns listade i Catalogue of Life.